# Lowestoft
Lowestoft ist die östlichste Stadt Großbritanniens. Sie liegt in der Grafschaft Suffolk im District East Suffolk (bis zu seiner Auflösung 2019 im District Waveney, dessen Verwaltungssitz sie war). Lowestoft bildet seit 2017 eine eigene Gemeinde (Parish) und trägt den Titel einer Town. Lowestoft hat 73.315 Einwohner (Stand: Mitte 2017). An der Küste befindet sich Ness Point, der östlichste Punkt des Vereinigten Königreiches.

## Stadtgeographie
Die Stadt liegt in einer von vielen Wasserwegen geprägten ländlichen Umgebung. Durch den Hafen und die Wasserwege Lake Lothing und Oulton Broad ist Lowestoft in eine Nord- und eine Südhälfte geteilt, die durch zwei Klappbrücken miteinander verbunden sind, wodurch zu Hauptverkehrszeiten lange Staus auf beiden Seiten der Stadt entstehen.
Im 19. Jahrhundert wurde besonders der Südteil der Stadt stark durch die Tätigkeit des Architekten Samuel Morton Peto (1809–1889) geprägt. Unter seiner Planung wurde der Hafen erweitert, und es entstanden die Strandpromenade und diverse Gebäude und Parks im viktorianischen Stil, wodurch Lowestoft als Badeort für die viktorianische Gesellschaft etabliert wurde.

## Verkehr
In Lowestoft enden die von London und Ipswich kommende A12 road und die von King’s Lynn, Norwich und Great Yarmouth kommende A47 road. Außerdem beginnt hier die A146 road, die küstenfern nach Norwich führt. Diese Straßen sind als Primary route ausgewiesen.
Die Stadt liegt abseits der großen Verkehrsrouten und Autobahnen. Jahrzehntelange Verhandlungen mit den Planungsbehörden in London und Ipswich mit dem Ziel, die Verkehrsanbindung der Stadt zu verbessern und zumindest die A12 zwischen Ipswich und Lowestoft vierstreifig auszubauen, haben bis heute zu keinem abschließenden Ergebnis geführt. Die Einwohner finden sich zum Teil sehr gut mit diesem Zustand ab, zumal so der ruhige und dörfliche Charakter der ostenglischen Landschaft erhalten bleibt.

## Geschichte
Im Jahr 1665 fand hier die Seeschlacht bei Lowestoft zwischen niederländischen und englischen Flottenverbänden statt, die mit einer verheerenden Niederlage der Niederländer endete.
Am 25. April 1916 bombardierten Schiffe der deutschen Hochseeflotte Yarmouth und Lowestoft.
In beiden Weltkriegen war Lowestoft als östlichster Ort Großbritanniens wiederholt das Ziel deutscher Fliegerangriffe. Diese verursachten erhebliche Zerstörungen. Auch Todesopfer waren zu beklagen.

## Wirtschaft
Der bis in die 1960er Jahre vorherrschende Fischfang und die damit verbundenen Industrien sind inzwischen fast vollständig zum Erliegen gekommen. Heute sind Lebensmittelindustrie (Birds Eye), Werftbetriebe, Offshore-Zulieferdienste, Bau von Ölplattform-Komponenten und neuerdings Windkraftanlagen die Hauptindustriezweige der Stadt. Die Windturbine am Ness Point, genannt „Gulliver“, wurde 2005 fertiggestellt und zählte mit 2,75 Megawatt Leistung zu den größten Windkraftanlagen in Großbritannien. Ein 500 MW produzierender Offshore-Windpark, Greater Gabbard, wurde 2012 fertiggestellt.
Auch der Fremdenverkehr spielt eine bedeutende Rolle mit einem mehrfach ausgezeichneten Strand, zwei Piers, zahlreichen Hotels, Wohnwagenparks und Gastronomiebetrieben. Im nördlichen Stadtteil Corton befindet sich zusätzlich der Vergnügungspark Pleasurewood Hills mit Familienattraktionen und Fahrgeschäften. Südlich bei Kessingland liegt der Suffolk Wildlife Park, 2006 umbenannt in „Africa Alive“. Die starken saisonalen Schwankungen unterworfene Arbeitslosenquote liegt allerdings strukturbedingt mit 12 % signifikant höher als der Durchschnitt in Suffolk oder im Vereinigten Königreich.

## Verwaltung und Politik
Der Gemeinde Lowestoft wurde 1885 der Status eines Municipal Boroughs (MB) und damit das Stadtrecht zuerkannt. Sie wurde im Zuge der Auflösung des Rural Districts Mutford and Lothingland 1934 um die Gemeinde Gunton sowie Teile von Carlton Colville, Corton, Oulton und Pakefield vergrößert. Mit Inkrafttreten des Local Government Act 1972 am 1. April 1974 ging die Stadt durch eine Fusion mit den MBs Beccles und Southwold, den Urban Districts Bungay und Halesworth, dem Rural District Wainford sowie großen Teilen des Rural Districts Lothingland im neu entstandenen Distrikt Waveney auf. Auf die erneute Bildung einer Gemeinde mit einem eigenen Gemeinderat für Lowestoft wurde verzichtet. Stattdessen wurden Charter Trustees treuhänderisch damit beauftragt, die mit den Stadtrechten verbundenen Traditionen fortzuführen und zu bewahren. Das Stadtgebiet wurde nun zu einer sogenannten „unparished Area“.
Unter Abtretung eines Gebietsstreifens an Corton wurde die „unparished Area“ zum 1. April 2017 auf zwei neu entstehende Gemeinden aufgeteilt. Die größere bildet seitdem Lowestoft, mit dem Titel einer Town, die kleinere Oulton Broad.
Lowestoft pflegt eine Städtepartnerschaft mit Plaisir in Frankreich.

## Kultur
Lowestoft ist der Geburtsort des Komponisten Benjamin Britten (1913–1976). Auch ein Großteil der Mitglieder der Glam-Rock-Gruppe The Darkness stammt von hier.
Wenige Meilen von der Stadt entfernt befindet sich Somerleyton Hall, der schlossähnliche Sitz der Barone Somerleyton. Das viktorianische Gebäude mit Park und Heckenlabyrinth ist der Öffentlichkeit zugänglich.
Der Autor W. G. Sebald äußerte sich über Lowestoft in seinem Buch „Die Ringe des Saturn. Eine englische Wallfahrt“.

## Söhne und Töchter der Stadt
- Headon Hill (1857–1924), Journalist und Schriftsteller
- Benjamin Britten (1913–1976), Komponist
- Leanne Mitchell (* 1983), Popsängerin
- Reece Ritchie (* 1986), Schauspieler
- Joe Skipper (* 1988), Triathlet
- Anthony Ogogo (* 1988), Boxer
- Lil’ Chris (1990–2015), Popsänger